# Nécropole nationale de Commercy
La nécropole nationale de Commercy est une nécropole de Meuse en Grand Est.

## Description
La nécropole contient 2 122 tombes individuelles, dont 2 117 françaises, 2 britanniques et 2 russes de la 1re guerre mondiale et 1 français de la 2e guerre mondiale. Sa surface est de 11 137 m2 et est située sur la route de Sampigny, elle a été créée en 1914.